# 江西建置沿革
江西建置沿革，将记载今江西省境内的行政区划变迁。

## 先秦時代
春秋战国时代，江西地区先后属于楚、吴、越、楚的管辖范围。在隶属关系转换过程中，提及到的县邑有番邑、艾邑。:13
番，音婆，其地即后来的鄱阳县；艾，其地即后来的修水县、武宁县。:13

## 秦朝
秦始皇统一后，废除了分封制，实行了中央集权的郡县制度。在江西地区没有设立郡治，东北部分归属于会稽郡（但县治都不在江西境内），西部一部分归属于长沙郡，中部主要地区属于九江郡管辖。九江郡的治所在寿县（今属安徽省），重心在准南地区。:14
楚王负刍五年（前223年），秦灭楚。以楚地置郡，即有九江郡和长沙郡。为秦朝三十六郡之一。:55
大约在秦始皇二十八年（前219年），因秦军大规模南下，准备与百越作战，因此分九江郡江南一带设置庐江郡，郡治番县。
秦朝时期江西进内有县建制的如下：:14
| 朝代          | 郡            | 治所在江西境内的县 | 设立时间                | 当时治所对应今日位置                                 |
| ------------- | ------------- | ------------------ | ----------------------- | ---------------------------------------------------- |
| 秦朝 行政区划 | 九江郡→庐江郡 | 番县               | 秦始皇二十六年（前221） | 今鄱阳县饶州街道即原鄱阳镇城区                       |
| 秦朝 行政区划 | 九江郡→庐江郡 | 新淦县             | 秦始皇二十六年（前221） | 今樟树市市区淦阳街道、鹿江街道、福城街道，即原樟树镇 |
| 秦朝 行政区划 | 九江郡→庐江郡 | 庐陵县             | 秦始皇二十六年（前221） | 今泰和县西北三里                                     |
| 秦朝 行政区划 | 九江郡→庐江郡 | 余干县             | 秦始皇二十六年（前221） | 今余干县东北                                         |
| 秦朝 行政区划 | 九江郡→庐江郡 | 安平县             | 秦始皇二十五年（前222） | 今安福县东南六十里洋口、城田一带                     |
| 秦朝 行政区划 | 长沙郡        | 安成县             | 秦始皇二十五年（前222） | 今安福县严田镇横屋村竹山下一带                       |

## 汉朝

### 西楚
秦朝灭亡后，楚汉战争期间江西处在汉朝项羽和西楚刘邦的势力之间。
前206年，项羽分封诸侯，英布为九江国九江王。
其九江国庐江郡大体为江西境内，和秦朝范围相似；而长沙郡在此期间无记载，只知属于刘邦的势力。
前204年十二月，英布只身降汉，九江国归属项羽。前203年七月，刘邦以英布为淮南王，国都寿春（今安徽省寿县）管辖。

### 西汉
汉高帝初年（约于公元前202年），设淮南国豫章郡（赣江原称豫章江），郡治南昌，江西从此作为明确的行政区域建制。下辖 18 县，分别为南昌、庐陵、彭泽、鄱阳、馀淦、柴桑、赣、新淦、南城、宜春、雩都、艾、安平、海昏、历陵和建成等，分布地域为赣江、盱江、信江、修水、袁水沿岸，即与后来的江西省区大致相当。今天的南昌、赣州、吉安等主要城市都是在那时县城的基址上发展而来。同时亦设长沙国长沙郡，下辖安成县位于江西境内。
汉武帝时划全国为13个监察区，称13部州，此时的江西大部属扬州部（非今日之扬州市）。
西汉期间管理今江西省主体的豫章郡和只涉及安成县的长沙郡变化如下：
| 高帝五年（前202年）新设淮南国，领九江郡、庐江郡、衡山郡、豫章郡四郡 文帝六年（前174年）撤销淮南国（共维持28年），九江郡、庐江郡、衡山郡、豫章郡四郡直属汉廷 文帝十二年（前168年）复设淮南国（第二次设置），领九江郡、庐江郡、衡山郡、豫章郡四郡 文帝十六年（前164年）撤销淮南国之庐江郡、豫章郡二郡，新设庐江国 景帝四年（前153年）撤销庐江国（共维持11年），庐江郡、豫章郡二郡改为直属汉廷 西汉元封五年（前106年）设置扬州刺史部，豫章郡属之。 | 高帝五年（前202年）新设长沙国，领长沙郡、武陵郡二郡 文帝后元七年（前157年）撤销长沙国（共维持45年），长沙郡、武陵郡、桂阳郡三郡改为直属汉廷 景帝二年（前155年）撤销长沙郡，复设长沙国（第二次设置） 西汉武帝元封五年（前106年）设置荆州刺史部，长沙国属之。 元帝初元元年（前48年）长沙国绝继 元帝初元三年（前46年）长沙国复继 |

《汉书·地理志》记载：
- 豫章郡，高帝置。莽曰九江。属扬州。户六万七千四百六十二，口三十五万一千九百六十五。县十八：南昌，莽曰宜善。庐陵，莽曰桓亭。彭泽，《禹贡》彭蠡泽在西。鄱阳，武阳乡右十余里有黄金采。鄱水西入湖汉。莽曰乡亭。历陵，傅易山、傅易川在南，古文以为傅浅原。莽曰蒲亭。馀汗，馀水在北，至鄡阳入湖汉。莽曰治干。柴桑，莽曰九江亭。艾，修水东北至彭泽入湖汉，行六百六十里。莽曰治翰。赣，豫章水出西南，北入大江。新淦，都尉治。莽曰偶亭。南城，盱水西北至南昌入湖汉。建成，蜀水东至南昌入湖汉。莽曰多聚。宜春，南水东至新淦入湖汉。莽曰修晓。海昏，莽曰宜生。雩都，湖汉水东至彭泽入江，行千九百八十里。鄡阳，莽曰预章。南野，彭水东入湖汉。安平。侯国。莽曰安宁。[11]
- 长沙国，秦郡，高帝五年为国。莽曰填蛮。属荆州。户四万三千四百七十，口二十三万五千八百二十五。县十三：临湘，莽曰抚睦。罗，连道，益阳，湘山在北。下隽，莽曰闰隽。攸，酃，承阳，湘南，《禹贡》衡山在东南，荆州山。昭陵，荼陵。泥水西入湘，行七百里。莽曰声乡。容陵，安成。庐水东至庐陵，入湖汉。莽曰思成。[12]

| 西汉后期今江西境内行政区划 | 西汉后期今江西境内行政区划 | 西汉后期今江西境内行政区划 | 西汉后期今江西境内行政区划 | 西汉后期今江西境内行政区划 | 西汉后期今江西境内行政区划                                                     |
| 朝代                       | 刺史部                     | 郡名                       | 县                         | 设立时间                   | 当时治所对应今日位置                                                           |
| -------------------------- | -------------------------- | -------------------------- | -------------------------- | -------------------------- | ------------------------------------------------------------------------------ |
| 汉朝 行政区划              | 扬州刺史部                 | 豫章郡                     | 南昌县                     | 西汉高祖五年（前202年）    | 南昌市                                                                         |
| 汉朝 行政区划              | 扬州刺史部                 | 豫章郡                     | 庐陵县                     | 延续                       | 今泰和县城西北三十里。:37                                                      |
| 汉朝 行政区划              | 扬州刺史部                 | 豫章郡                     | 彭泽县                     | 西汉高祖六年（前201年）    | 湖口县                                                                         |
| 汉朝 行政区划              | 扬州刺史部                 | 豫章郡                     | 鄱阳县                     | 延续                       | 今鄱阳县饶州街道即原鄱阳镇城区 两汉时期（具体时间未知）迁至今鄱阳县古县渡镇:54 |
| 汉朝 行政区划              | 扬州刺史部                 | 豫章郡                     | 余汗县                     | 延续                       | 余干县东北                                                                     |
| 汉朝 行政区划              | 扬州刺史部                 | 豫章郡                     | 柴桑县                     | 西汉高祖六年（前201年）    | 九江西南                                                                       |
| 汉朝 行政区划              | 扬州刺史部                 | 豫章郡                     | 赣县                       | 西汉高祖六年（前201年）    | 赣州市                                                                         |
| 汉朝 行政区划              | 扬州刺史部                 | 豫章郡                     | 新淦县                     | 延续                       | 今樟树市市区淦阳街道、鹿江街道、福城街道，即原樟树镇                           |
| 汉朝 行政区划              | 扬州刺史部                 | 豫章郡                     | 南城县                     | 西汉高祖五年（前202年）    | 南城县东                                                                       |
| 汉朝 行政区划              | 扬州刺史部                 | 豫章郡                     | 宜春县                     | 西汉高祖六年（前201年）    | 宜春市                                                                         |
| 汉朝 行政区划              | 扬州刺史部                 | 豫章郡                     | 雩都县                     | 西汉高祖六年（前201年）    | 于都县东北                                                                     |
| 汉朝 行政区划              | 扬州刺史部                 | 豫章郡                     | 艾县                       | 西汉高祖六年（前201年）    | 修水县西                                                                       |
| 汉朝 行政区划              | 扬州刺史部                 | 豫章郡                     | 安平县                     | 延续                       | 今安福县东南六十里洋口、城田一带                                               |
| 汉朝 行政区划              | 扬州刺史部                 | 豫章郡                     | 海昏县                     | 西汉高祖六年（前201年）    | 永修县                                                                         |
| 汉朝 行政区划              | 扬州刺史部                 | 豫章郡                     | 历陵县                     | 汉武帝建元六年（前135年）  | 德安县东                                                                       |
| 汉朝 行政区划              | 扬州刺史部                 | 豫章郡                     | 建成县                     | 西汉高祖六年（前201年）    | 高安                                                                           |
| 汉朝 行政区划              | 扬州刺史部                 | 豫章郡                     | 鄡阳县                     | 西汉高祖六年（前201年）    | 都昌县西                                                                       |
| 汉朝 行政区划              | 扬州刺史部                 | 豫章郡                     | 南野县                     | 西汉高祖六年（前201年）    | 南康区                                                                         |
| 汉朝 行政区划              | 荆州刺史部                 | 长沙郡→长沙国              | 安成县                     | 延续                       | 今安福县严田镇横屋村竹山下一带                                                 |